# Johanniter GmbH
Die Johanniter GmbH ist eine Trägergesellschaft für mehr als 100 stationäre Gesundheits- und Pflegeeinrichtungen, darunter Krankenhäuser, Fach- und Rehabilitationskliniken, medizinische Versorgungs- und Therapiezentren, Tageskliniken, Seniorenhäuser, Hospize sowie zentrale Dienstleistungsunternehmen. Gesellschafter sind Genossenschaften des Johanniterordens.

## Geschichte
Zur Erfüllung seiner diakonischen Aufgaben gründete der evangelische Johanniterorden mehrere Werke und Einrichtungen. Dazu gehört die Johanniter GmbH.

## Tätigkeitsbereiche
Der stationäre Johanniter-Verbund gliedert sich in mehrere Geschäftsbereiche und ist bundesweit tätig.

### Krankenhäuser
Zur Johanniter GmbH gehören mit Stand 1. Januar 2024 folgende Krankenhäuser in fünf Bundesländern:
- Johanniter-Krankenhaus Treuenbrietzen
- Johanniter-Krankenhaus Gronau
- Johanniter-Krankenhaus Stendal
- Johanniter-Krankenhaus Geesthacht
- Johanniter-Klinik für Geriatrie Geesthacht
- Evangelisches Krankenhaus Bethesda Mönchengladbach
- Johanniter-Krankenhaus Duisburg-Rheinhausen
- Johanniter-Krankenhaus Bonn
- Waldkrankenhaus Bonn
- Johanniter-Kliniken Hamm (3 Standorte)
- Johanniter-Tagesklinik Düsseldorf Klinik für Psychiatrie und Psychotherapie
- Johanniter-Tagesklinik Siegburg gGmbH
- Johanniter-Zentren für Medizinische Versorgung in der Altmark GmbH

### Fach- und Rehabilitationskliniken

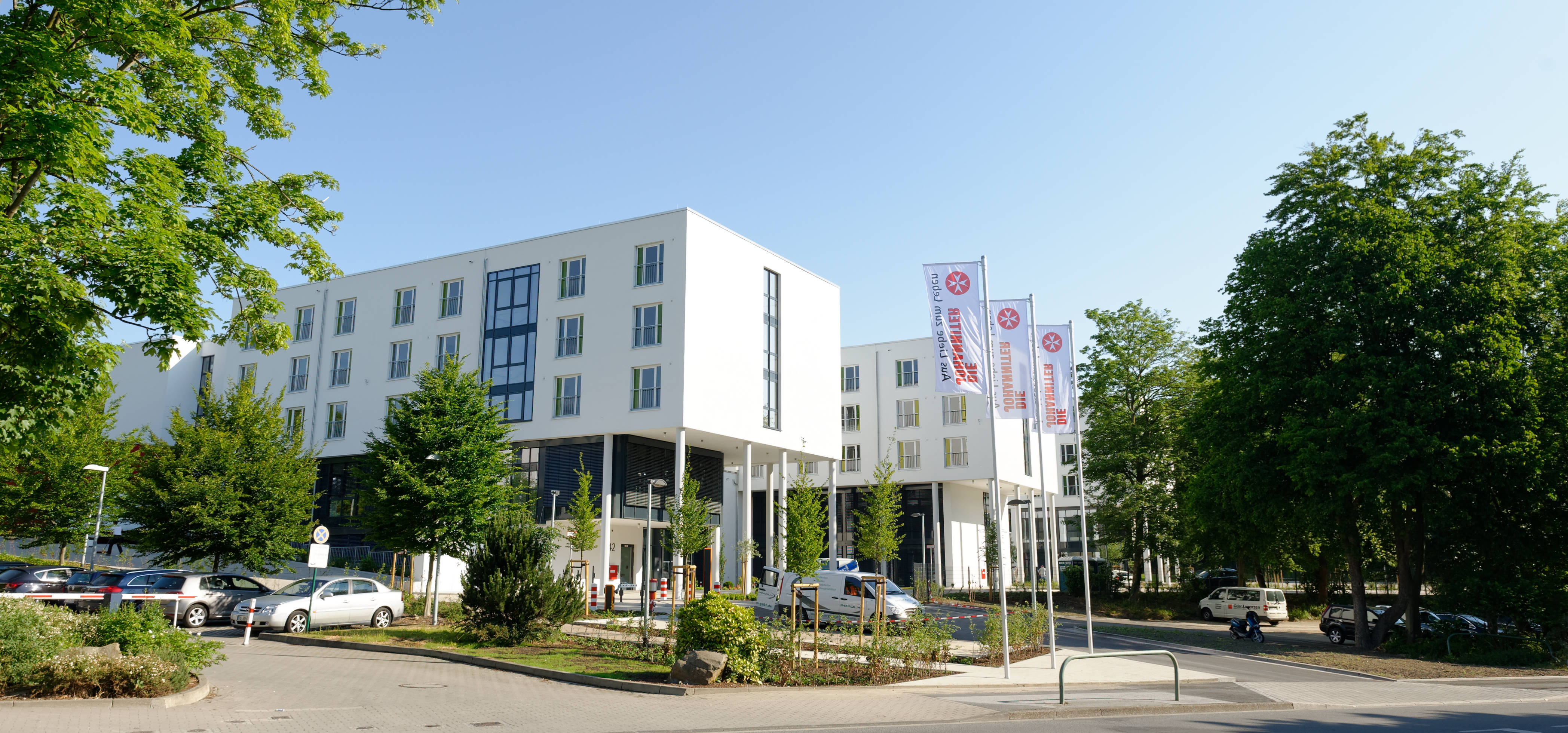
Johanniter-Klinik am Rombergpark in Dortmund

Zu den Fach- und Rehabilitationskliniken der Johanniter gehören (mit Stand 31. Dezember 2018):
- Johanniter-Ordenshäuser Bad Oeynhausen
- Klinik am Korso (Bad Oeynhausen)
- Johanniter-Klinik am Rombergpark (Dortmund) mit dem Ambulanten Reha- und Therapiezentrum Klinik am Stein (Dortmund)
- Kinderfachklinik Bad Sassendorf
- Johanniter-Zentrum für Kinder- und Jugendpsychiatrie Neuwied und Johanniter-Tagesklinik Koblenz
- Neurologische Rehabilitationszentren Godeshöhe (Bonn) und Friedehorst (Bremen)

### Senioreneinrichtungen
Die bundesweit 95 Altenpflegeeinrichtungen der Johanniter werden von der Johanniter Seniorenhäuser GmbH (gegründet 2008), einer Tochtergesellschaft der Johanniter GmbH, geführt. Zu ihrem Leistungsspektrum zählen die stationäre Pflege, Angebote für dementiell Erkrankte, oft auch Kurzzeit- und Tagespflege sowie Betreutes Wohnen.

### Dienstleistungsgesellschaften
Die stationären Einrichtungen werden von drei internen Dienstleistungsunternehmen unterstützt, in denen insgesamt knapp 2.000 Mitarbeitende tätig sind. Die Johanniter HealthCare-IT Solutions GmbH erbringt für die Einrichtungen IT-Dienstleistungen und führt den strategischen Einkauf durch. Der Johanniter Service Gesellschaft mbH obliegt das Management der eingesetzten Medizin- und Betriebstechnik sowie der Energieversorgung. Für die Bereiche Catering / Menüservice, Facility Management, Reinigung, Wäscherei und Logistik steht die CEBONA GmbH den Einrichtungen zur Verfügung.